# Мурино (Эхирит-Булагатский район)
Мурино (бур. Мүрэн) — деревня в Эхирит-Булагатском районе Иркутской области России. Входит в состав Захальского муниципального образования.

## География
Деревня находится на расстоянии примерно 15 км к югу от посёлка Усть-Ордынский, административного центра района.

## Население
| 2002 | 2010 | 2011 | 2012 |
| ---- | ---- | ---- | ---- |
| 50   | ↘43  | →43  | ↘42  |

### Половой состав
По данным Всероссийской переписи 2010 года, в деревне проживали 43 человека (19 мужчин и 24 женщины).

## Известные уроженцы
- Алексеев, Олег Александрович (1953—2015) — советский и российский спортсмен, борец вольного стиля. Заслуженный тренер РСФСР.